# Brenna, Como
Brenna là một đô thị ở tỉnh Como trong vùng Lombardia, có cự ly khoảng 30 km về phía bắc của Milano và khoảng 11 km về phía đông nam của Como. Tại thời điểm ngày 31 tháng 12 năm 2004, đô thị này có dân số 1.860 người và diện tích là 4,9 km².
Brenna giáp các đô thị: Alzate Brianza, Cantù, Carugo, Inverigo, Mariano Comense.

## Thành phố kết nghĩa
- Láchar, Tây Ban Nha